# Gennadi Sosonko
Gennadi (Gennady, Genna) Borisovich Sosonko, em russo Геннадий Борисович Сосонко, (Troitsk, 18 de maio de 1943) é um Grande Mestre de xadrez neerlandês nascido na Rússia. Venceu o campeonato de Leningrado de juniores de 1958.
Em 1972, Sosonko emigrou para os Países Baixos via Israel. Venceu o campeonato neerlandês de xadrez de 1973 e 1978. Obteve o primeiro lugar em Wijk aan Zee 1977 e 1981, Nijmegen 1978, terceiro lugar em Tilburg 1982, e o quarto lugar em Haninge 1988.